# Malaja Balachnja
La Malaja Balachnja (in russo Малая Балахня?) è un fiume della Siberia Orientale, affluente di sinistra della Chatanga. Scorre nel Tajmyrskij rajon del Territorio di Krasnojarsk, in Russia.
Il fiume ha origine e scorre nel Bassopiano della Siberia settentrionale dapprima in direzione nord-orientale, poi sud-orientale. Ha una lunghezza di 173 km; l'area del suo bacino è di 4 160 km². Sfocia nella Chatanga a 66 km dalla foce. Non ci sono insediamenti lungo il corso del fiume.